# Dutch Type Library
Dutch Type Library (DTL) is een Nederlands lettertype-ontwerpbedrijf. Het bedrijf is gevestigd in 's-Hertogenbosch en werd in 1990 opgericht door Frank E. Blokland. DTL ontwerpt digitale lettertypen en lettertypesoftware. DTL heeft, naast zelfontworpen lettertypen als Documenta en Caspari, lettertypen op basis van werk van bekende typografen gemaakt, zoals Hendrik van den Keere, Christoffel van Dijck, Johann Michael Fleischmann, Jacques-François Rosart en Jan van Krimpen. Oprichter Blokland behaalde in 2016 een doctoraat in spatiëring en verhoudingen aan de Universiteit Leiden.
Eind jaren negentig begon DTL met de ontwikkeling van DTL FontMaster, een set (batch-)programma’s (software) bedoeld voor professionele lettertypeproductie. De software wordt ontwikkeld in samenwerking met het Hamburgse typografiebedrijf URW Type Foundry en is vooral gericht op het maken van OpenType-lettertypen.
DTL levert wereldwijd (huisstijl)lettertypen, waaronder die van een groot aantal musea, de New York Stock Exchange en de Europese Unie. Ook ontwierp DTL de lettertypen DTL Documenta en DTL Documenta Sans (laatstgenoemde in opdracht van het Kunstmuseum Den Haag), DTL Haarlemmer Sans (op basis van Haarlemmer van Jan van Krimpen) en een schreefloze uitvoering van Haarlemmer Sans in opdracht van Museum Boijmans Van Beuningen. Sinds 2010 wordt Haarlemmer Sans gebruikt op straatnaamborden in de gemeente Haarlem.